# 15576 Munday
A 15576 Munday (ideiglenes jelöléssel 2000 GK68) a Naprendszer kisbolygóövében található aszteroida. A LINEAR projekt keretében fedezték fel 2000. április 5-én.